# Virupakshipuram
Virupakshipuram é uma vila no distrito de Vellore, no estado indiano de Tamil Nadu.

## Demografia
Segundo o censo de 2001, Virupakshipuram tinha uma população de 12,431 habitantes. Os indivíduos do sexo masculino constituem 51% da população e os do sexo feminino 49%. Virupakshipuram tem uma taxa de alfabetização de 71%, superior à média nacional de 59.5%: a literacia no sexo masculino é de 76% e no sexo feminino é de 66%. Em Virupakshipuram, 9% da população está abaixo dos 6 anos de idade.